# 謝星曲

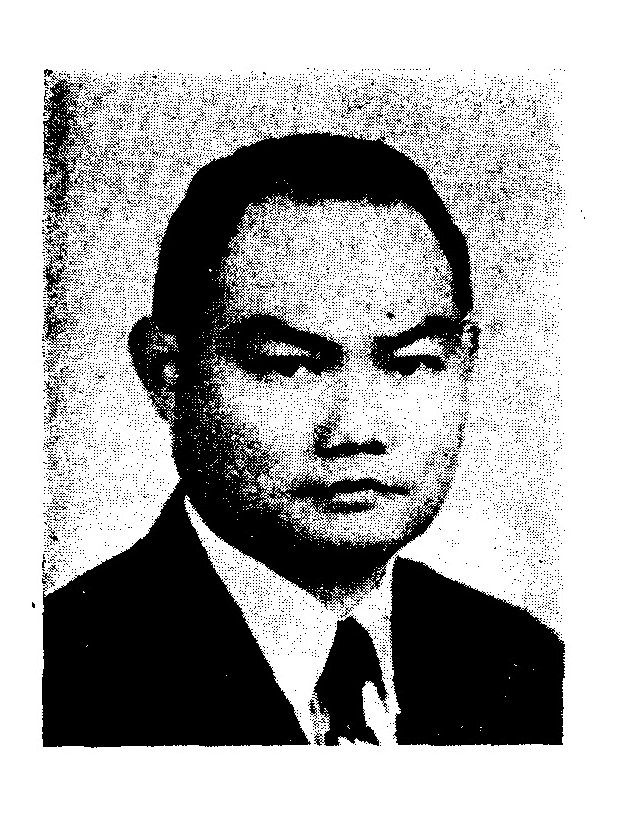
謝星曲近照

謝星曲（1913年—1989年），名守鉞，號星曲，重庆巫山人，中华民国政治人物。民國卅七年（1948年），當選四川省第六選區立法委員。

## 生平[1]
民國廿九年（1940年）四川大學農學院農藝學系畢業历任巫山女師教員、四川農改所技士、四川省訓團教官、三民主義青年團四川支團組員、視導、三民主義青年團重慶支團幹事兼組長、宣社組長、中國國民黨重慶市黨部執委。

## 立法院會期
- 第１屆第８３會期: 預算委員會
- 第１屆第８２會期: 立法委員資格審查委員會
- 第１屆第８２會期: 預算委員會
- 第１屆第８１會期: 預算委員會
- 第１屆第７８會期: 預算委員會
- 第１屆第４０會期: 預算委員會
- 第１屆第３９會期: 預算委員會
- 第１屆第３８會期: 預算委員會
- 第１屆第３７會期: 預算委員會
- 第１屆第３６會期: 預算委員會
- 第１屆第３５會期: 預算委員會
- 第１屆第３４會期: 預算委員會
- 第１屆第３３會期: 司法委員會
- 第１屆第３２會期: 預算委員會
- 第１屆第３１會期: 財政委員會
- 第１屆第３０會期: 預算委員會
- 第１屆第２９會期: 財政委員會
- 第１屆第２８會期: 財政委員會
- 第１屆第２７會期: 財政委員會
- 第１屆第２６會期: 財政委員會
- 第１屆第２５會期: 財政委員會
- 第１屆第２４會期: 財政委員會
- 第１屆第２３會期: 財政委員會
- 第１屆第２２會期: 財政委員會
- 第１屆第２１會期: 財政委員會
- 第１屆第２０會期: 財政委員會
- 第１屆第１９會期: 財政委員會
- 第１屆第１８會期: 財政委員會
- 第１屆第１７會期: 財政委員會
- 第１屆第１６會期: 財政委員會
- 第１屆第１５會期: 財政委員會
- 第１屆第１４會期: 經濟委員會
- 第１屆第１３會期: 財政委員會
- 第１屆第１２會期: 財政委員會
- 第１屆第１１會期: 財政委員會
- 第１屆第１０會期: 經濟委員會
- 第１屆第１０會期: 財政委員會
- 第１屆第９會期: 經濟委員會
- 第１屆第９會期: 財政委員會
- 第１屆第８會期: 財政委員會
- 第１屆第８會期: 教育委員會
- 第１屆第７會期: 財政委員會
- 第１屆第７會期: 交通委員會
- 第１屆第６會期: 財政委員會
- 第１屆第６會期: 預算委員會
- 第１屆第５會期: 財政委員會
- 第１屆第５會期: 預算委員會
- 第１屆第１會期: 農林及水利委員會
- 第１屆第１會期: 預算委員會
- 第１屆第１會期: 財政及金融委員會